# O'Neill Building

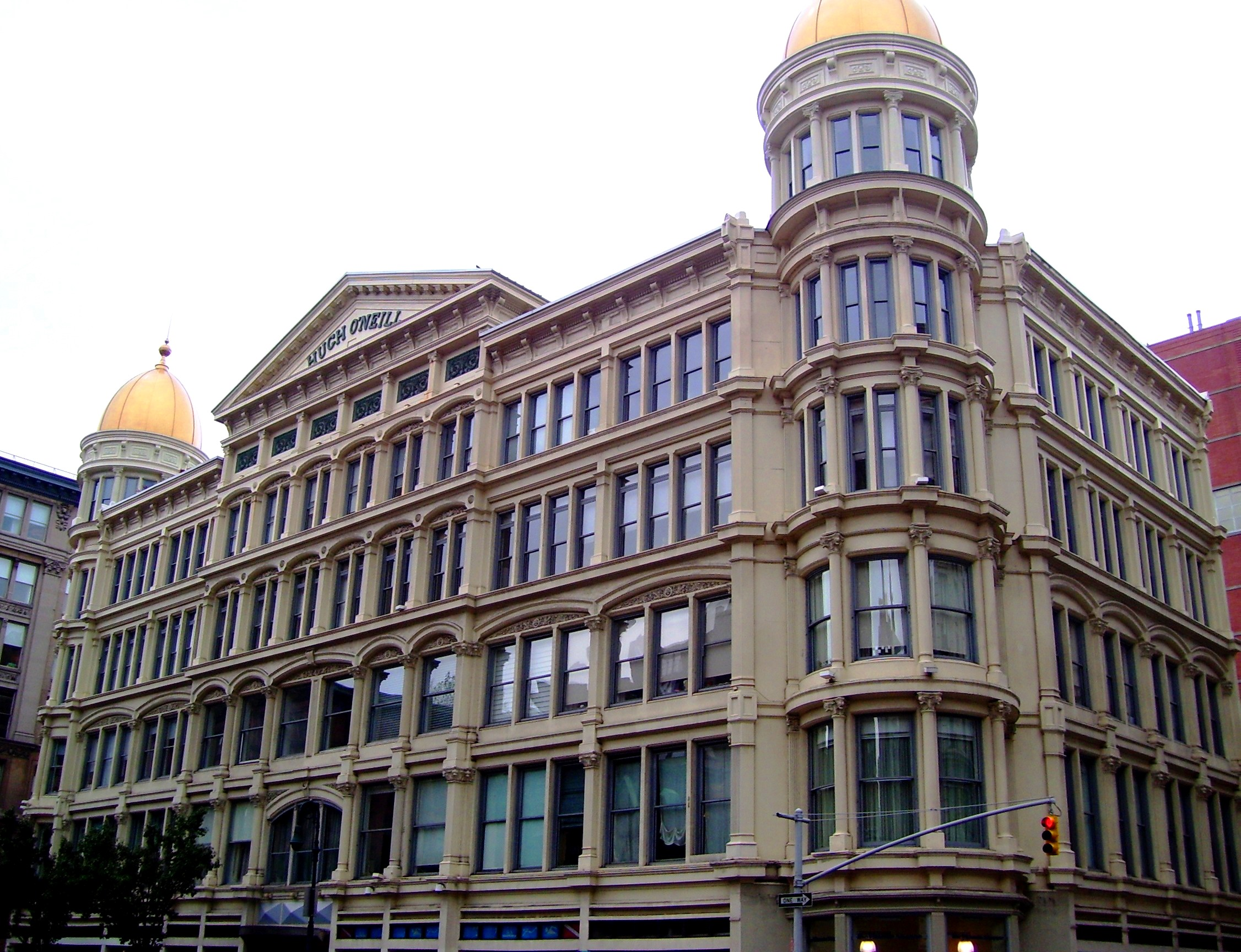
Le Bâtiment O'Neill vu du nord

L'O'Neill Building est un ancien grand magasin historique, situé au 655-671 de la Sixième Avenue entre les 20e et 21e rues ouest dans le Flatiron District de Manhattan, à New York. Le bâtiment était à l'origine le magasin de marchandises de Hugh O'Neill, et a été conçu par Mortimer C. Merritt dans le style néo-grec .

## Histoire
Il a été construit sur quatre étages en deux étapes entre 1887 et 1890, pour permettre au magasin O'Neill existant de continuer à fonctionner pendant la construction avec l'ajout d'un cinquième étage en 1895, créé en soulevant le fronton. Les dômes d'angle dorés de ce bâtiment à façade en fonte ont été restaurés vers 2000 .
À la mort de Hugh O'Neill en 1902, ses héritiers n'ont pas pu continuer à gérer l'entreprise, qui a été vendue et fusionnée en 1907 avec le magasin de marchandises Adams immédiatement au nord au 675, Sixième avenue. L'entreprise combinée n'a pas réussi et, comme tous les grands magasins du Ladies 'Mile, a disparu avec l'avènement de la Première Guerre mondiale. Le bâtiment a été converti en lofts de fabrication, puis de nouveau en bureaux vers 1969  . En 2014, le bâtiment appartient à ElAd Properties et a été converti en copropriétés en 2005.
Le jour de Noël 2012, le bâtiment a subi un effondrement partiel de sa façade et a été évacué .
Le bâtiment O'Neill fait partie du quartier historique de Ladies 'Mile, qui a été créé par la Commission de préservation des monuments de New York en 1989  . Dans son rapport de désignation, la Commission a écrit: «En raison de son architecture et de son histoire, l'édifice Hugh O'Neill est l'un des bâtiments des grands magasins qui confèrent au quartier historique de Ladies Mile son caractère spécial .